# LGBT práva v Jordánsku

Duhová mapa Jordánska

Lesby, gayové, bisexuálové a transexuálové (LGBT) osoby žijící v Jordánsku nemají stejná práva jako většinová společnost. Nicméně stejnopohlavní sexuální styk mezi osobami stejného pohlaví, nevykonaný za úplatu, je legální. Jordánsko je dále také muslimskou zemí, která připouští přítomnost homosexuální tematiky v médiích.

## Trestní zákony
V rámci novely Jordánského Trestního zákoníku r. 1951 se legalizovala dobrovolná stejnopohlavní sexuální aktivita, která není vykonaná za úplatu, s věkem způsobilosti k pohlavnímu styku 16 let.
Jordánské trestní zákony léta nezakazovaly fyzické násilí nebo vraždy ze cti na členech rodiny, jejichž odlišná sexualita je z hlediska vlastní rodiny považována za sodomii. Počínaje novelou Trestního zákona roku 2013 se vraždy ze cti jako právo chránit rodinou čest staly trestným činem.
V r. 1999 jordánská rodina žijící ve Spojených státech opakovaně napadala jejich dospělou dceru ve snaze jí donutit k návratu domů poté, co zjistili že je lesbická. Stejně tak jordánský homosexuál, který emigroval do Kanady, popsal násilí konané rodinou, která považovala jeho sexualitu za přinášející demoralizaci do jejich rodiny.

## Tisk a média
Mediální právo (Zákon o tisku a publikaci) bylo novelizováno roku 1998 a 2004. Původní zákon zakazoval zobrazování nebo znázorňování sexuální perverze, což mohlo zahrnovat i homosexualitu. V rámci změny roku 2004 zde bylo hodně různých přístupů, co se týče LGBT práv. První, že zákaz sexuální perverze by měl být nahrazen dovětkem všeobecně žádajícím respekt k hodnotám arabského a islámského národa, a že by se tisk měl vyhnout zásahu do soukromí.
Publikace gay tematiky je v Jordánsku legální. V r. 2007 vznikl první gay tisk. O rok později, My.Kali začal publikovat online magazín, jmenovaný po otevřeném homosexuálovi modelovi Khalid.

## Životní úroveň
| Legální stejnopohlavní styk                                                           | (1951) |
| Stejný věk legální způsobilosti k pohlavnímu styku pro obě orientace                  |        |
| Anti-diskriminační zákony v zaměstnání                                                | No     |
| Anti-diskriminační zákony v přístupu ke zboží a službám                               | No     |
| Anti-diskriminační zákony v ostatních oblastech (homofobní urážky, útoky z nenávisti) | No     |
| Stejnopohlavní manželství                                                             | No     |
| Jiná forma stejnopohlavního soužití                                                   | No     |
| Adopce dítěte partnera                                                                | No     |
| Společná adopce stejnopohlavními páry                                                 | No     |
| Gayové a lesby mohou otevřeně sloužit v armádě                                        | No     |
| Možnost změny pohlaví                                                                 |        |
| Přístup k umělému oplodnění pro lesbické ženy                                         | No     |
| Náhradní mateřství pro gay páry                                                       | No     |